# Angel Dust (Album)
Angel Dust ist das vierte Studioalbum der amerikanischen Rockband Faith No More. Es wurde im Juni 1992 veröffentlicht.
Auf Angel Dust war Mike Patton erstmals intensiv am Songwriting beteiligt. Im Gegensatz dazu hielt sich Gitarrist Jim Martin zusehends zurück, da er mit der musikalischen Entwicklung der Band unzufrieden war und seine Parts zunehmend getrennt von den anderen Musikern einspielte. Es kursierten Gerüchte, dass ein Teil der Gitarrenparts von Bassist Billy Gould oder Session-Musikern stamme, was Gould 2016 aber dementierte. Folge der immer schlechteren Stimmung in der Band war der Rauswurf von Jim Martin im Folgejahr.
Zum ersten Mal lastete auf Faith No More ein gewisser Druck bei der Produktion eines Albums, da der Vorgänger The Real Thing weltweit ein überraschend großer Erfolg geworden war. Die Band reagierte trotzig auf die kommerziellen Erwartungen, erweiterte ihr musikalisches Spektrum erheblich und kombinierte dabei Stile wie Metal, Funk, Country, Filmmusik und weitere Genres. Sänger Mike Patton ließ sich für seine Texte ebenfalls einiges einfallen. So führte er z. B. ein Schlafentzugs-Experiment durch, das ihn zu dem Song Caffeine inspirierte. Für den Text zu Land of Sunshine kombinierte Patton Fragen aus einem Scientology-Buch mit Sprüchen aus chinesischen Glückskeksen.
In der Country-Ballade RV (recreational vehicle) besingt Mike Patton das Leben des White Trash in den USA; Crack Hitler beschreibt das despotische Verhalten eines Crack-Dealers; bei Be Aggressive, einer Fellatiobeschreibung, fordert eine Cheerleader-Gruppe zu aggressivem Verhalten auf, während sich Midlife Crisis, Everything's Ruined und Kindergarten mit spezifischen Problemen menschlicher Lebensphasen beschäftigen.

## Titelliste
Alle Lieder wurden von Faith No More geschrieben, außer Midnight Cowboy von John Barry und Easy von Lionel Richie bzw. den Commodores, das als Bonustrack auf dem Re-Release zu finden ist und zu Faith No Mores größtem Hit in Europa avancierte.
Es sind einige Samples zu hören, u. a. Streichquartett Nr. 8 von Dmitri Schostakowitsch, in der Version von Kronos Quartet in Malpractice oder Cecilia von Simon & Garfunkel im Drum-Track von Midlife Crisis, in dem auch ein Sample von Car Thief von den Beastie Boys zu finden ist.
1. Land of Sunshine
2. Caffeine
3. Midlife Crisis
4. RV
5. Smaller and Smaller
6. Everything's Ruined
7. Malpractice
8. Kindergarten
9. Be Aggressive
10. A Small Victory
11. Crack Hitler
12. Jizzlobber
13. Midnight Cowboy
14. Easy (Bonus)

## Singleauskopplungen
- Midlife Crisis
- A Small Victory
- Everything's Ruined
- I'm Easy (ursprünglich auf der EP Songs to Make Love to)
- Be Aggressive